# Vladimir Petrović (baloncestista)
Vladimir Petrović, en serbio: Влaдимир Петровић (nacido el 27 de enero de 1977 en Belgrado, Serbia) es un jugador de baloncesto serbio. Con 1,98 metros de estatura, juega en la posición de alero.

## Trayectoria
- KK Partizan (1994-1997)
- KK Borac Čačak (1997–1998)
- Zorka Pharma (1998-1999)
- KK Partizan (2001–2004)
- Aris Salónica BC (1999–2001)
- KAO Dramas (2001–2002)
- Cáceres Club Baloncesto (2002–2003)
- ALBA Berlín (2003-2004)
- CB Breogán (2004–2005)
- Mens Sana Basket (2005)
- Aris Salónica BC (2005–2006)
- Paris Basket Racing (2006-2007)
- KK Mega Vizura (2007)
- Anwil Włocławek (2007-2008)
- Panellinios BC (2008–2009)
- Iraklis BC (2009)
- Aris Salónica BC (2011)
- AE Apollon Patras (2011-2014)
- Promitheas Patras B.C. (2014-2016)